# Saales
Saales (Duits: Saal) is een gemeente in het Franse departement Bas-Rhin in de regio Grand Est en maakt deel uit van het arrondissement Molsheim. De gemeente telde 827 inwoners op 1 januari 2022.

## Geschiedenis
Tot aan de Frans-Duitse Oorlog van 1870 hoorde Saales tot het departement Vosges. Bij de Vrede van Frankfurt werd dit gebied aan het Duitse Keizerrijk toegekend. 
Dit dorp vormde de een belangrijke grensovergang tussen het Duitse Keizerrijk en de Derde Franse Republiek. 
Toen in 1919, bij de Vrede van Versailles, de Duitsers Elzas-Lotharingen weer aan de Fransen overdroegen bleef Saales van de regio Elzas en werd bij het departement Bas-Rhin gevoegd.
Saales was de hoofdplaats van het gelijknamige kanton tot het op 22 maart 2015 werd opgeheven en de gemeenten werden opgenomen in het kanton Mutzig.

## Geografie
De oppervlakte van Saales bedraagt 9,88 vierkante kilometer; Op 1 januari 2022 was de bevolkingsdichtheid 83,7 inwoners per km².

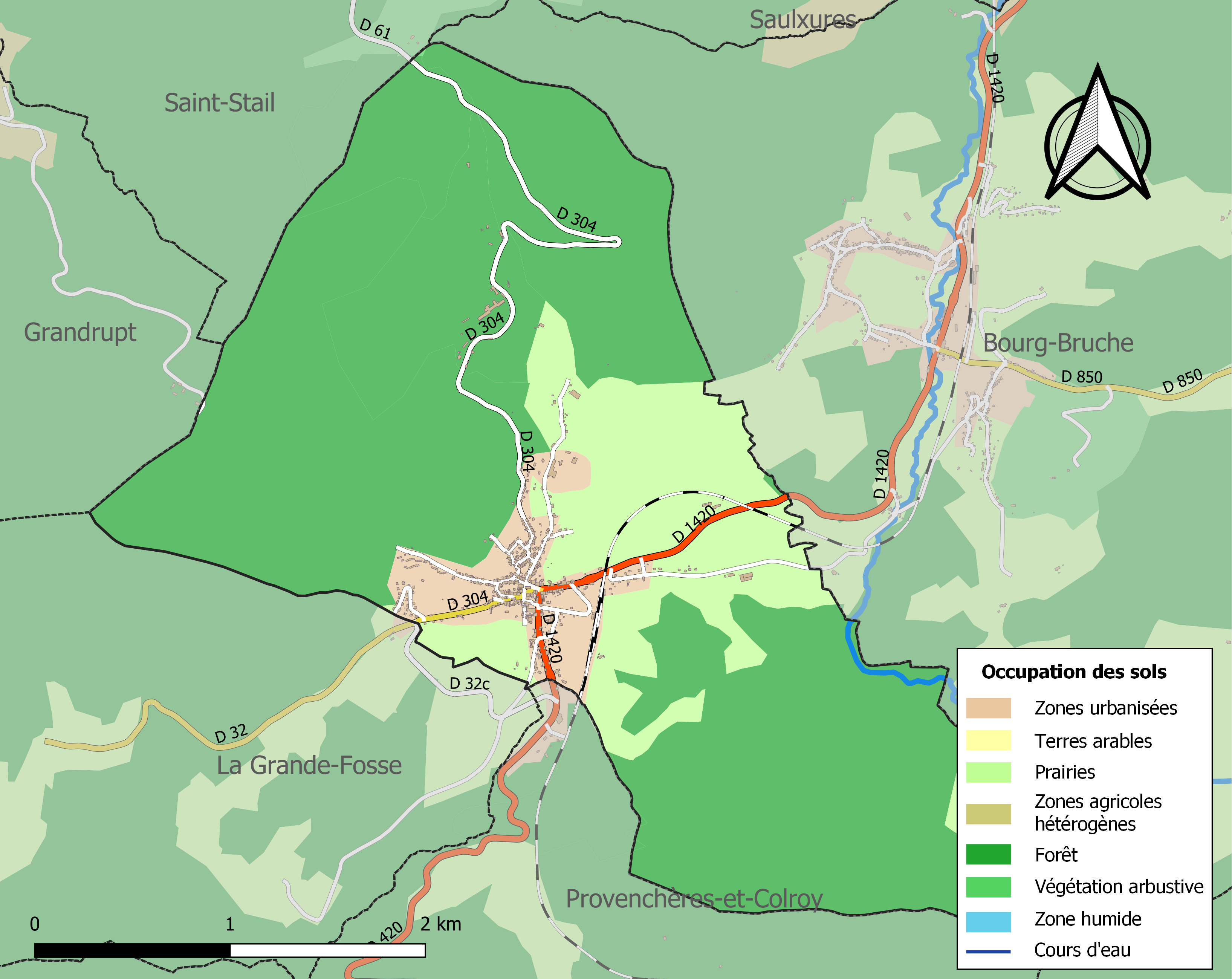
Kaart van de gemeente met de belangrijkste infrastructuur, bodemgebruik en omliggende gemeenten

## Demografie
Onderstaande figuur toont het verloop van het inwonertal.

## Verkeer en vervoer
In de gemeente staat het spoorwegstation Saales.
Albé · Barembach · Bassemberg · Bellefosse · Belmont · Blancherupt · Bourg-Bruche · Breitenau · Breitenbach · La Broque · Colroy-la-Roche · Dieffenbach-au-Val · Dinsheim-sur-Bruche · Fouchy · Fouday · Grandfontaine · Gresswiller · Heiligenberg · Lalaye · Lutzelhouse · Maisonsgoutte · Muhlbach-sur-Bruche · Mutzig · Natzwiller · Neubois · Neuve-Eglise · Neuviller-la-Roche · Niederhaslach · Oberhaslach · Plaine · Ranrupt · Rothau · Russ · Saales · Saint-Blaise-la-Roche · Saint-Martin · Saint-Maurice · Saint-Pierre-Bois · Saulxures · Schirmeck · Solbach · Steige · Still · Thanvillé · Triembach-au-Val · Urbeis · Urmatt · Villé · Waldersbach · Wildersbach · Wisches